# Jules Fonteyne

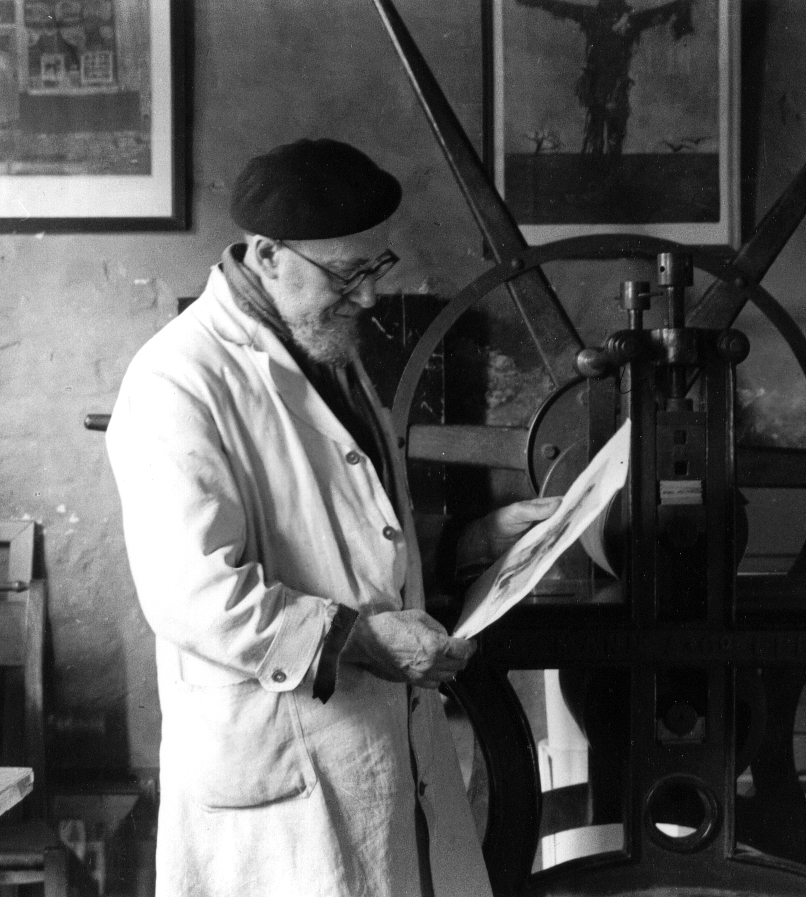
Jules Fonteyne bij de drukpers waarmee hij zijn etsen afdrukte, ca. 1955 (foto André Ryckaert)

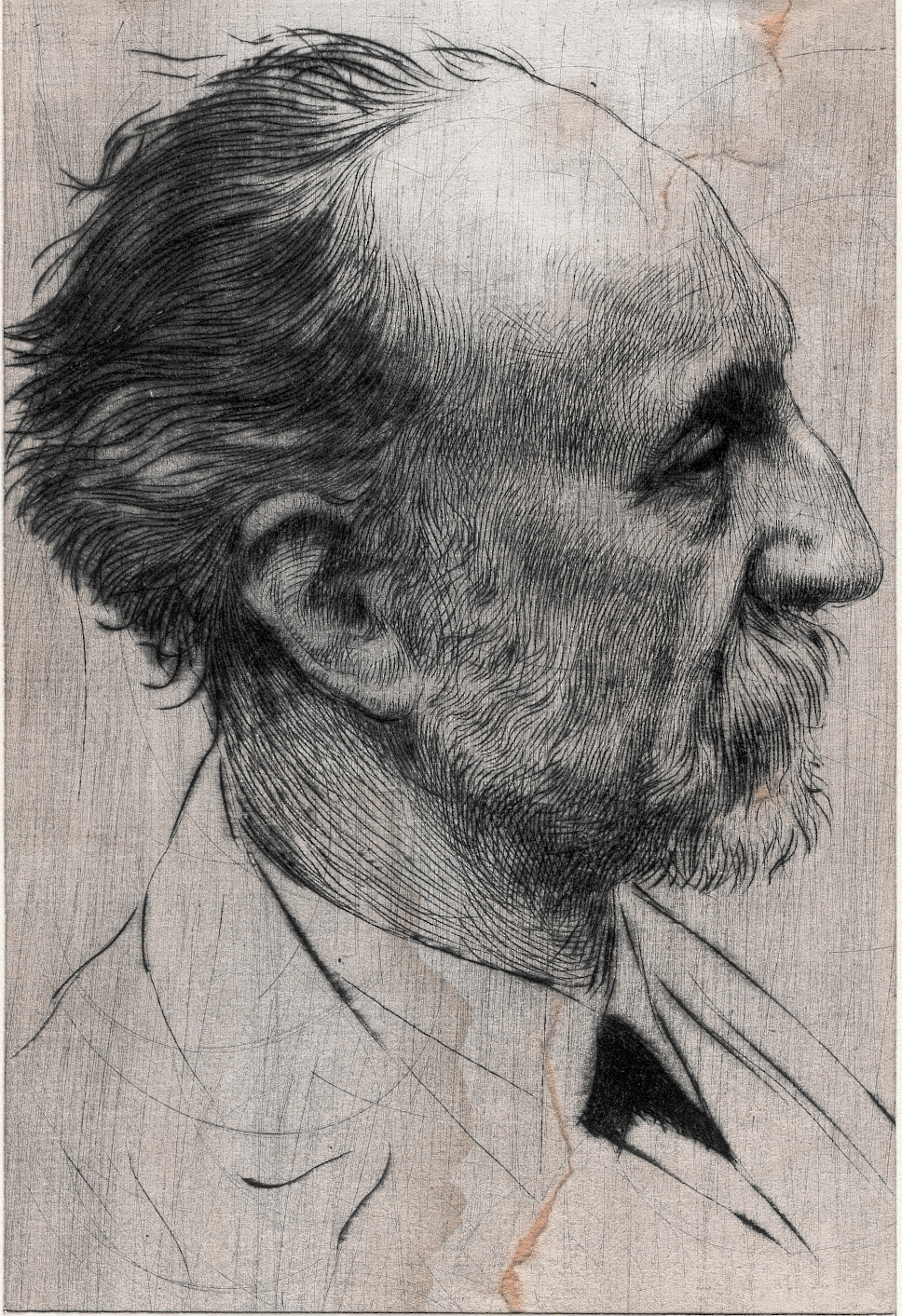
Hippolyte Fonteyne, vader van Jules Fonteyne; gegraveerd portret door Jules Fonteyne

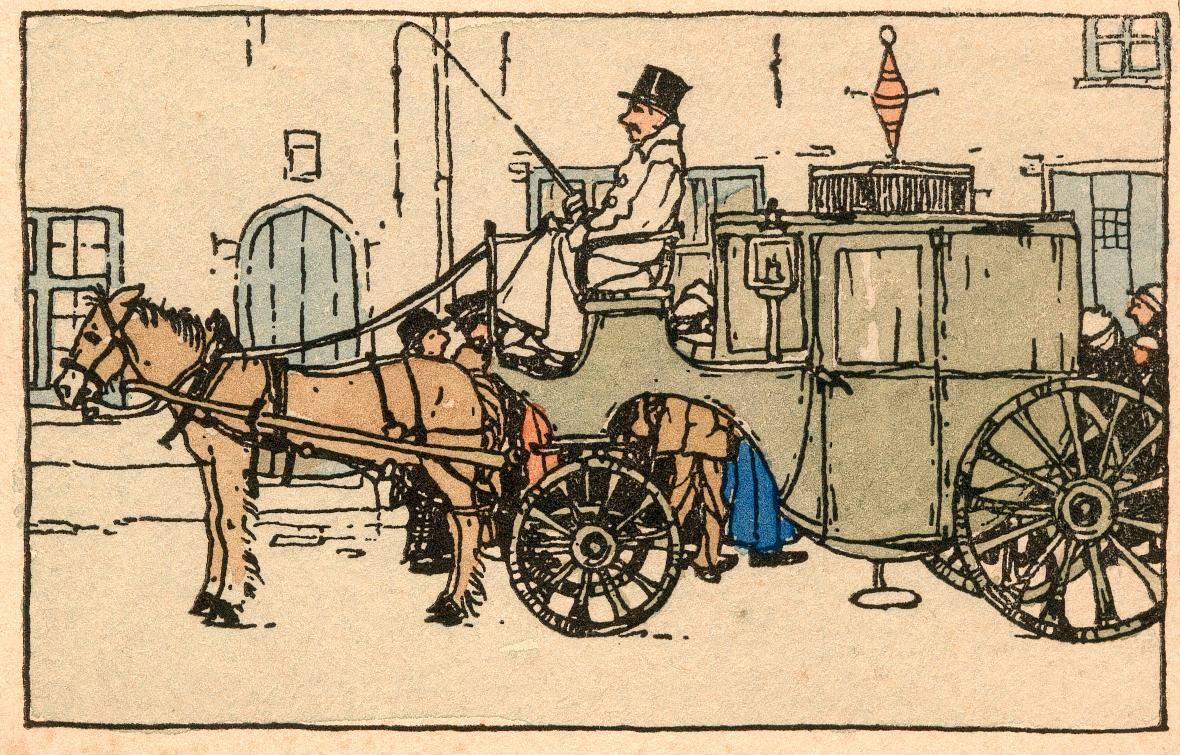
Jules Fonteyne: Brugse koetsier, illustratie voor Langs 't Baggijnhof van Maurits Sabbe

Jules Joseph Fonteyne (Brugge, 22 juli 1878 - aldaar, 11 augustus 1964) was een Belgisch (Vlaams) schilder, tekenaar, etser, boekillustrator en docent kunstonderwijs.

## Levensloop
Jules Fonteyne werd in Brugge geboren als zoon van Hippolyte Fonteyne en van Emma Doutrepont. Hij groeide op in een kunstzinnig milieu. Zowel zijn vader als zijn oom Renon Fonteyne waren beeldhouwers, die enige tijd samen een atelier hadden. Hij volgde kunstonderwijs aan de Stedelijke Academie voor Schone Kunsten in Brugge, waar hij onder meer Hendrik Pickery en Edmond Van Hove als leraars had. Hij sloot er zijn opleiding in 1897 af met vijf eerste prijzen. Daarna studeerde hij verder aan de Koninklijke Academie in Brussel. Vervolgens vervolmaakte hij zich nog drie jaar aan het Nationaal Hoger Instituut voor Schone Kunsten in Antwerpen, waar hij een prijs voor graveerkunst behaalde. Die Antwerpse periode rekende hij zelf tot de mooiste jaren van zijn leven.
Na zijn opleiding ging hij opnieuw in het ouderlijke huis in de Boeveriestraat in Brugge wonen, waar hij aan het werk ging als kunstschilder, etser en boekillustrator. Hij ontwierp ook de decoratie voor de gesculpteerde meubelen die in het atelier van zijn vader en zijn oom vervaardigd werden. In die periode waren schilderijen van hem te zien op internationale tentoonstellingen, onder andere in Luik en München. Hij was ook lid van het Brugse kunstgenootschap Kunstgenegen (1894-1914), dat zijn bijeenkomsten hield in een zaaltje van het bekende café Vlissinghe. Fonteyne was er de vaste graficus, die het merendeel van het drukwerk (briefhoofden, uitnodigingen...) ontwierp. 
De Eerste Wereldoorlog vormde een cesuur in zijn loopbaan. In de eerste maanden van de oorlog (augustus-oktober 1914) vervulde hij als lid van de Burgerwacht bewakingsopdrachten in en rond Brugge, maar midden oktober werd de Burgerwacht ontbonden en werd hij huiswaarts gestuurd. Kort nadien vergezelde hij zijn moeder en twee zussen via Oostende naar Engeland, voor wat aanvankelijk als een kort verblijf voorzien was. Hij zou er uiteindelijk tot 1919 blijven, eerst in Londen, daarna in Bridgwater (Somerset). Daar kwam hij in contact met het Engelse kunstleven en leerde er het werk van de Prerafaëlieten kennen. Uit die tijd dateert een potloodtekening van Veurne (1916) en de gekleurde allegorische pentekening De dood van Ieper (1918). De meeste werken die hij in die periode maakte zijn evenwel in Engeland gebleven. Het is niet bekend wat hiervan bewaard bleef.
Na de oorlog kwam hij gaandeweg in een meer gesetteld bestaan terecht, waardoor hij minder tijd had voor vrije artistieke productie en ook niet meer tentoonstelde. Hij ontving regelmatig opdrachten voor het ontwerpen van kerkmeubilair, kruiswegen, glasramen en andere ornamenten voor de kerken en kloosters die na de verwoestingen van de Eerste Wereldoorlog heropgebouwd werden in de zogenaamde Frontstreek, in het zuidwesten van West-Vlaanderen. Hierbij werkte hij onder meer samen met architect Huib Hoste, met wie hij bevriend was. Aldus had hij een vrij belangrijke inbreng in de binneninrichting van de modernistische kerk van Zonnebeke. In 1921 kreeg hij een aanstelling als leraar aan de Stedelijke Academie van zijn geboortestad. In 1923 trad hij in het huwelijk met Marie-Louise Claeys en eind december 1924 werden in het gezin twee dochtertjes geboren. In 1927 volgde zijn benoeming tot directeur van de Brugse Academie, een baan die hij voortaan combineerde met zijn lesopdracht. Deze functies bleef hij vervullen tot eind 1947. Na zijn pensionering en tot aan zijn overlijden in de zomer van 1964 was hij vooral actief als etser. Hij stelde niet tentoon en zocht ook anderszins niet de publieke belangstelling. Maar hij kon rekenen op een beperkt doch trouw koperspubliek, dat hoofdzakelijk uit Brugge en de omgeving kwam.

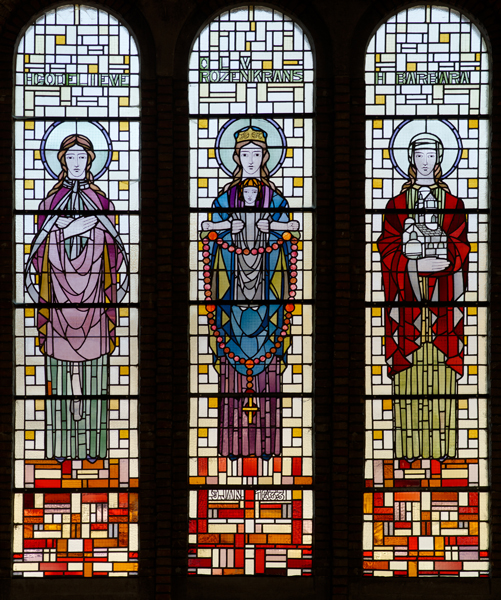
Glas-in-lood-ramen in Zonnebeke
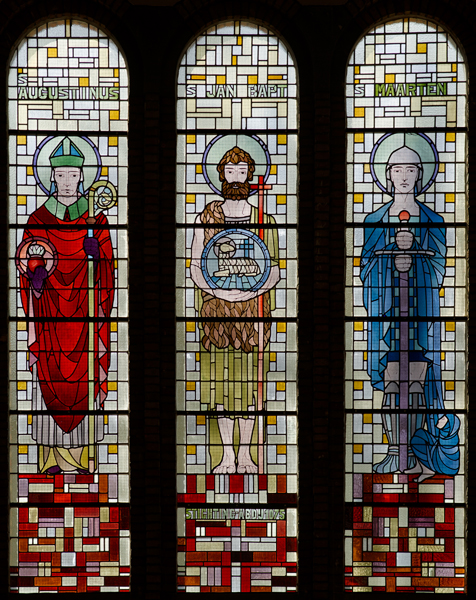
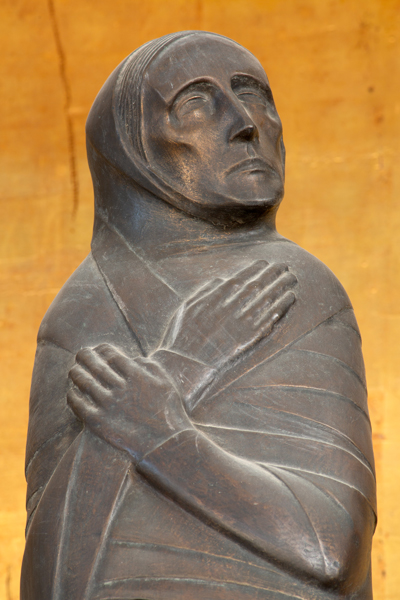
Calvariegroep, Onze-Lieve-Vrouwekerk, Zonnebeke
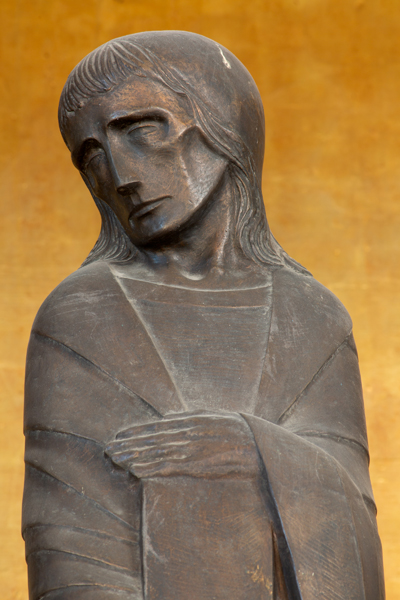

## Werken
Als kunstenaar beheerste Jules Fonteyne diverse technieken: olieverf, potlood-, pen- en houtskooltekening, graveer- en etskunst. Daarnaast experimenteerde hij met ceramiek. Hij was tevens fotograaf, al gebruikte hij de fotografie veeleer als documentatie ter ondersteuning van zijn grafisch oeuvre en niet zozeer als een kunstvorm op zich. Niettemin zijn van hem enkele mooie stadsgezichten van Brugge in het begin van de twintigste eeuw bewaard.
Ook zijn onderwerpen waren verscheiden. Hij was onder meer een zeer begaafd portrettist, zoals blijkt uit de twee portretten die hij van de schrijver Stijn Streuvels tekende, waarvan een gedateerd 1912 (beide nu in het museum Het Lijsternest in Ingooigem), en uit de twee portretten van de taalkundige Karel De Flou. Uit de periode vóór de Eerste Wereldoorlog zijn meerdere portretten van familieleden in olieverf bewaard, alsook een zelfportret (eveneens in olieverf) en een klein gegraveerd portret van zijn vader (†1916). In de reeks portretten van presidenten (rectoren) in het Grootseminarie van Brugge zijn er niet minder dan drie van zijn hand; het betreft de portretten van kanunnik Hendrik Delbar, kanunnik Henri Van den Berghe en monseigneur Kamiel Callewaert.
Als boekillustrator ontving hij vanaf 1910 opdrachten van de Nederlandse uitgever L.J. Veen te Amsterdam, voor het illustreren van werken van Stijn Streuvels. Hij leverde tekeningen voor niet minder dan acht boeken van Streuvels, waaronder Het Kerstekind, De schone en stichtelijke historie van Genoveva van Brabant en De Drie Koningen aan de Kust. In dat verband voerde hij met de auteur een jarenlange en vrij intensieve correspondentie. Op verzoek van uitgever Eugène De Bock van De Sikkel (die het werk van Fonteyne erg waardeerde) leverde hij tekeningen voor een bibliofiele uitgave (1930) van De zeer schone uren van Juffrouw Symforosa van Felix Timmermans. Voorts illustreerde hij boeken van Maurits Sabbe, de Brugse volkskundige Karel De Wolf en anderen. Als graficus ontwierp hij tevens affiches, medailles, ex-librissen en zelfs kunstvlaggen, die door het Brugse atelier English uitgevoerd werden.
De meeste bekendheid geniet Jules Fonteyne door zijn tekeningen en etsen waarin hij figuren en taferelen uit het verpauperde Brugge van zijn jeugd afbeeldt: vis- of groenteverkoopsters, kantklossters, koetsiers, volksvrouwen die een praatje maken, processies... Als achtergrond is de stad Brugge nadrukkelijk aanwezig. Het gaat hierbij niet om een fotografisch juiste weergave van een concrete straat of een bestaand plein. Hij toont een imaginair Brugge, dat toch onmiddellijk herkenbaar is. Een regelmatig voorkomend achtergrondmotief is de toren van de Jeruzalemkerk. Op enkele uitzonderingen na zijn zijn werken niet gedateerd. Zijn etsen werden niet genummerd. Tot de bekendste titels behoren De Doop, Het schip Sint-Michiel uit de Blindekensprocessie en diverse taferelen met visverkoopsters op de zogenaamde 'Kleine Vismarkt' in Brugge. Vanwege deze werken wordt hij tot de zogenaamde Brugse School gerekend.
Zijn etsen worden weleens vergeleken met die van zijn Gentse tijdgenoot Jules De Bruycker (beiden kenden elkaar overigens). Maar het werk van deze laatste is krachtiger, somberder en meer getormenteerd. Bovendien kleurde Fonteyne zijn etsen dikwijls in met aquarel, wat ze een bijzonder cachet verleent.
Werk van Jules Fonteyne is opgenomen in de verzamelingen van Musea Brugge (Stedelijk Museum voor Volkskunde en Steinmetzkabinet), het Museum Sincfala in Knokke-Heist en het museum Het Lijsternest in Ingooigem. In de prentencollectie van het Rijksmuseum Amsterdam bevinden zich dertien pentekeningen die hij in 1910 maakte als boekillustraties voor Uitgeverij L.J. Veen. De William Morris Gallery in Walthamstow (Groot-Londen) bezit een ets van hem, geschonken door Frank Brangwyn. Het grootste deel van zijn bewaarde originele oeuvre is in privé bezit. In 1973 werd in het Groeningemuseum in Brugge een overzichtstentoonstelling aan zijn werk gewijd. De begeleidende catalogus werd samengesteld door Guillaume Michiels.

## Naamgenoot
Jules Fonteyne mag niet verward worden met zijn naamgenoot Julius Franciscus Henricus (Jules) Fonteyne (Brugge, 21 juli 1823 - aldaar, 28 juni 1901), die een lederbewerkingsbedrijf had in Brugge en er ook politiek actief was, meer bepaald als gemeenteraadslid en schepen.
- Digitale Bibliotheek voor de Nederlandse Letteren: font011
- International Standard Name Identifier: 0000 0003 9742 2818
- Nederlandse Thesaurus van Auteursnamen: 154921858
- RKD-Nederlands Instituut voor Kunstgeschiedenis: 28567
- Virtual International Authority File: 17608493
- WorldCat: E39PBJjmQRGrTRM6tQ3CYQCJDq